# Красна Ліпа
Красна Ліпа (чеськ. Krásná Lípa; нім. Schönlinde) — місто на північному заході Чехії, в окрузі Дечин Устецького краю.
Розташоване за 6 км на північний захід від міста Румбурк, у верхній течії річки Кржініце, на висоті 441 м над рівнем моря.

## Історична довідка
Ймовірно, поселення виникло в другій половині XIII століття. Перша письмова згадка відноситься до 1361. 
З 1730-х розвивається текстильна промисловість. У 1869 через Красну Ліпу була прокладена залізниця. У 1870 село отримало статус міста. 
У другій половині XIX століття активно розвивається туризм. На 1910 населення Красної Ліпи становило близько 7000 осіб. Внаслідок післявоєнного переселення німців, населення скоротилося вдвічі (1945). 
З 2000 в місті розташована штаб-квартира національного парку Чеська Швейцарія.

## Пам'ятки
- Костел Святої Марії Магдалини з вежею (1777).
- Міський парк
- Національний парк Чеська Швейцарія
- Тисячолітня липа
- Природна стежка Кьоглера (чеськ. Köglerova naučná stezka)

## Населення
| Рік  | Чисельність | Чисельність |
| ---- | ----------- | ----------- |
| 1869 | 10 068      | [ 7 ]       |
| 1880 | 10 221      | [ 7 ]       |
| 1890 | 10 495      | [ 7 ]       |
| 1900 | 10 235      | [ 7 ]       |
| 1910 | 10 174      | [ 7 ]       |
| 1921 | 8600        | [ 7 ]       |
| 1930 | 9385        | [ 7 ]       |

| Рік  | Чисельність | Чисельність |
| ---- | ----------- | ----------- |
| 1950 | 4368        | [ 7 ]       |
| 1961 | 4308        | [ 7 ]       |
| 1970 | 3938        | [ 7 ]       |
| 1980 | 3819        | [ 7 ]       |
| 1991 | 3381        | [ 7 ]       |
| 2001 | 3639        | [ 7 ]       |
| 2011 | 3490        | [ 7 ]       |

| Рік  | Чисельність | Чисельність |
| ---- | ----------- | ----------- |
| 2014 | 3560        | [ 8 ]       |
| 2016 | 3473        | [ 9 ]       |
| 2017 | 3478        | [ 10 ]      |
| 2018 | 3458        | [ 11 ]      |
| 2019 | 3453        | [ 12 ]      |
| 2020 | 3471        | [ 13 ]      |
| 2021 | 3428        | [ 14 ]      |

| Рік  | Чисельність | Чисельність |
| ---- | ----------- | ----------- |
| 2021 | 3382        | [ 15 ]      |
| 2022 | 3405        | [ 16 ]      |
| 2023 | 3413        | [ 17 ]      |
| 2024 | 3367        | [ 18 ]      |
| 2025 | 3341        | [ 4 ]       |

| Рік  | Чисельність | Чисельність |
| ---- | ----------- | ----------- |
| 1869 | 10 068      | [ 7 ]       |
| 1880 | 10 221      | [ 7 ]       |
| 1890 | 10 495      | [ 7 ]       |
| 1900 | 10 235      | [ 7 ]       |
| 1910 | 10 174      | [ 7 ]       |
| 1921 | 8600        | [ 7 ]       |
| 1930 | 9385        | [ 7 ]       |

| Рік  | Чисельність | Чисельність |
| ---- | ----------- | ----------- |
| 1950 | 4368        | [ 7 ]       |
| 1961 | 4308        | [ 7 ]       |
| 1970 | 3938        | [ 7 ]       |
| 1980 | 3819        | [ 7 ]       |
| 1991 | 3381        | [ 7 ]       |
| 2001 | 3639        | [ 7 ]       |
| 2011 | 3490        | [ 7 ]       |

| Рік  | Чисельність | Чисельність |
| ---- | ----------- | ----------- |
| 2014 | 3560        | [ 8 ]       |
| 2016 | 3473        | [ 9 ]       |
| 2017 | 3478        | [ 10 ]      |
| 2018 | 3458        | [ 11 ]      |
| 2019 | 3453        | [ 12 ]      |
| 2020 | 3471        | [ 13 ]      |
| 2021 | 3428        | [ 14 ]      |

| Рік  | Чисельність | Чисельність |
| ---- | ----------- | ----------- |
| 2021 | 3382        | [ 15 ]      |
| 2022 | 3405        | [ 16 ]      |
| 2023 | 3413        | [ 17 ]      |
| 2024 | 3367        | [ 18 ]      |
| 2025 | 3341        | [ 4 ]       |

|  |

## Міста-партнери
Айбау, Німеччина

 Жирардув, Польща

## Галерея

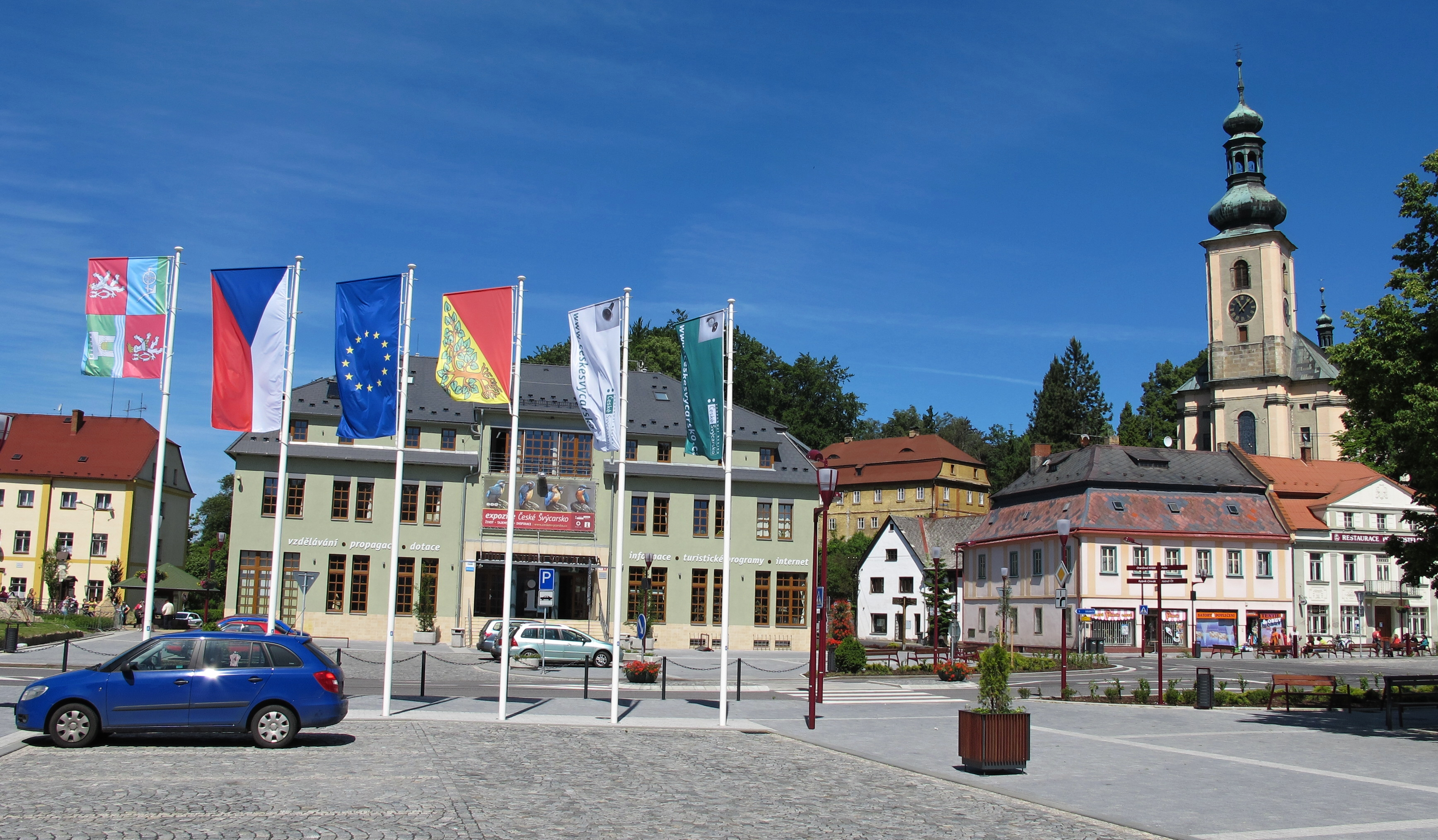
Площа міста
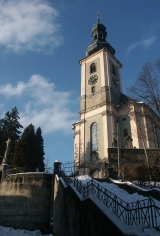
Костел Св. Марії Магдалини
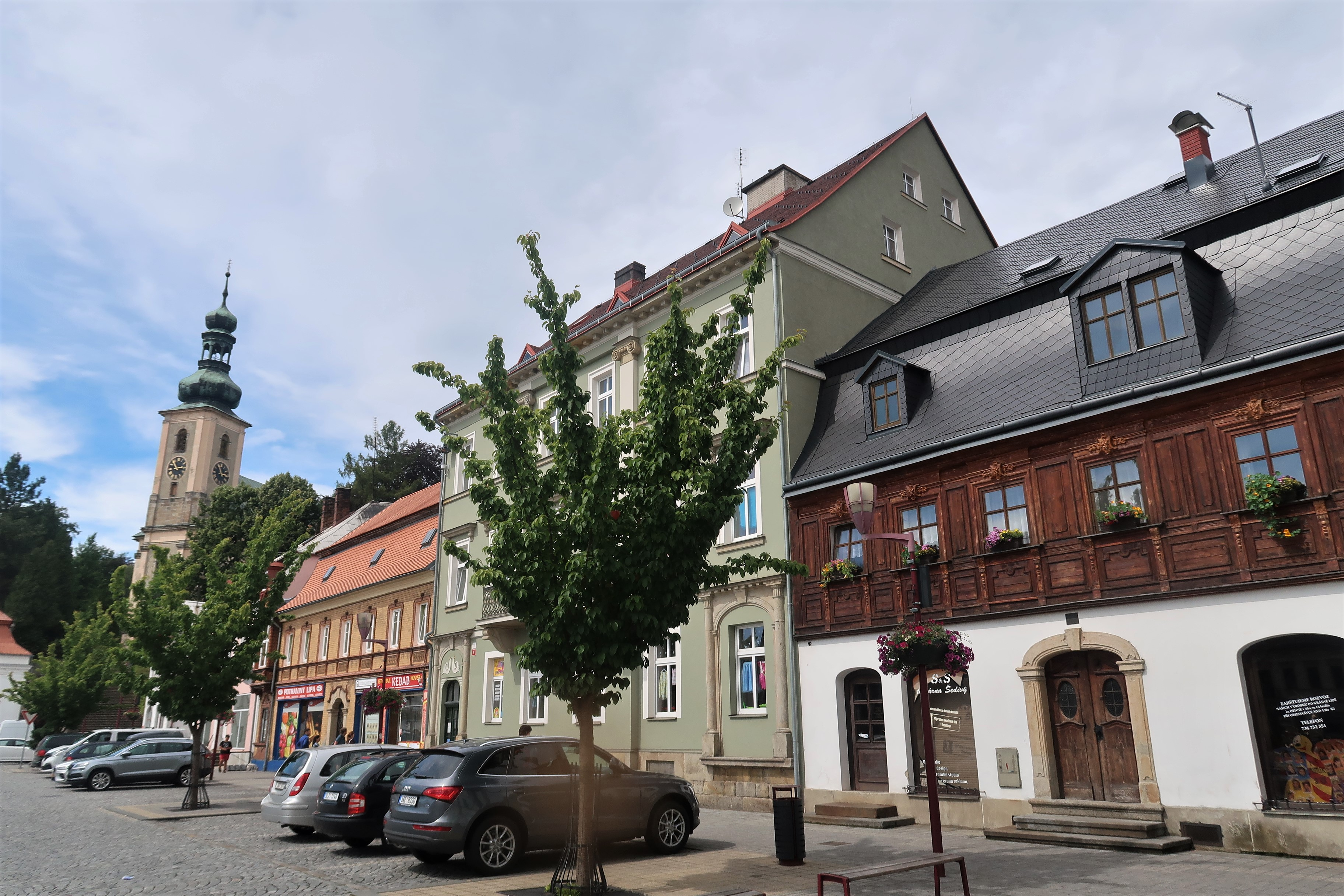
Північна частина площі
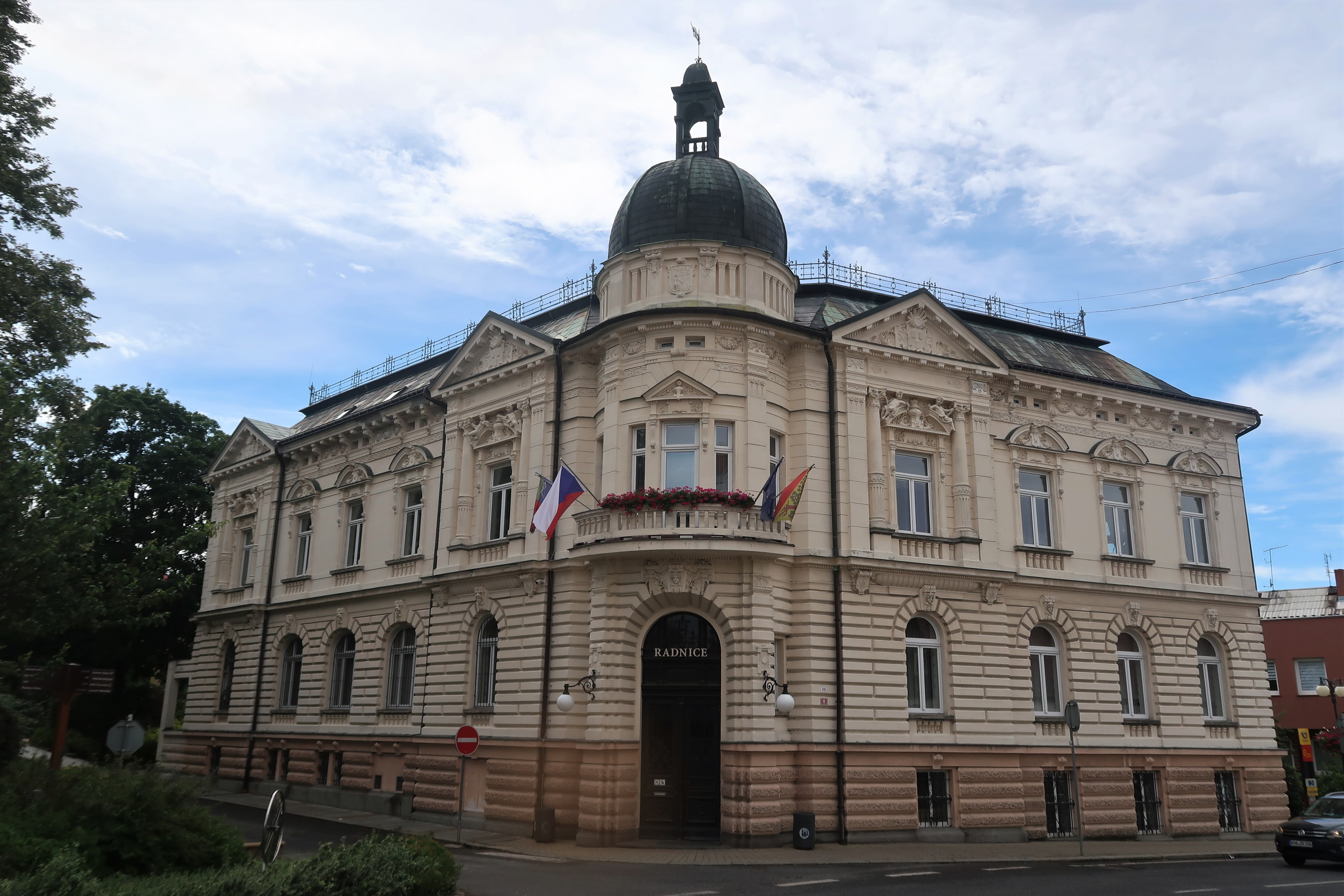
Міське управління на вул. Масарика (1900)
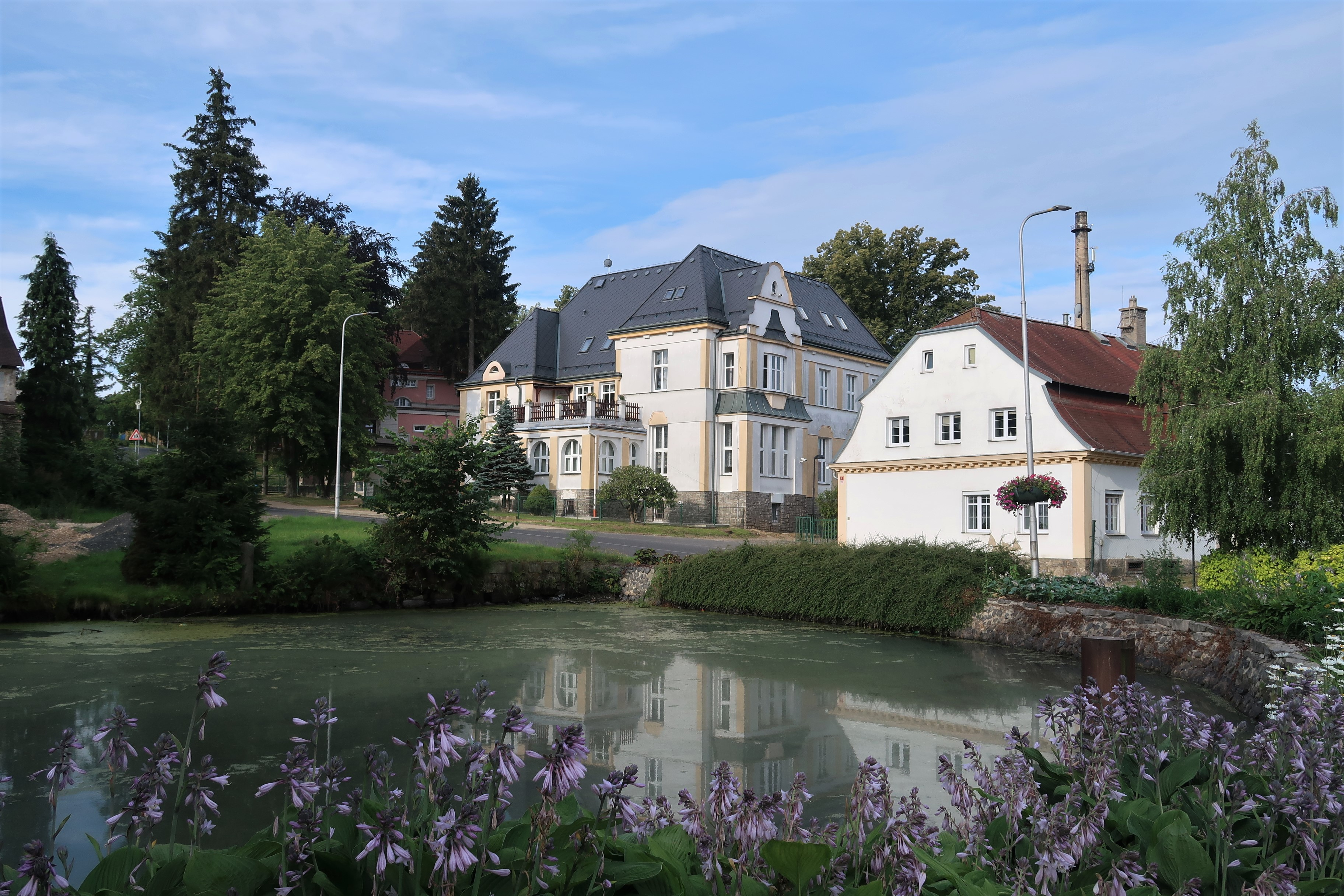
Вул. Дітріха з дитячим будинком
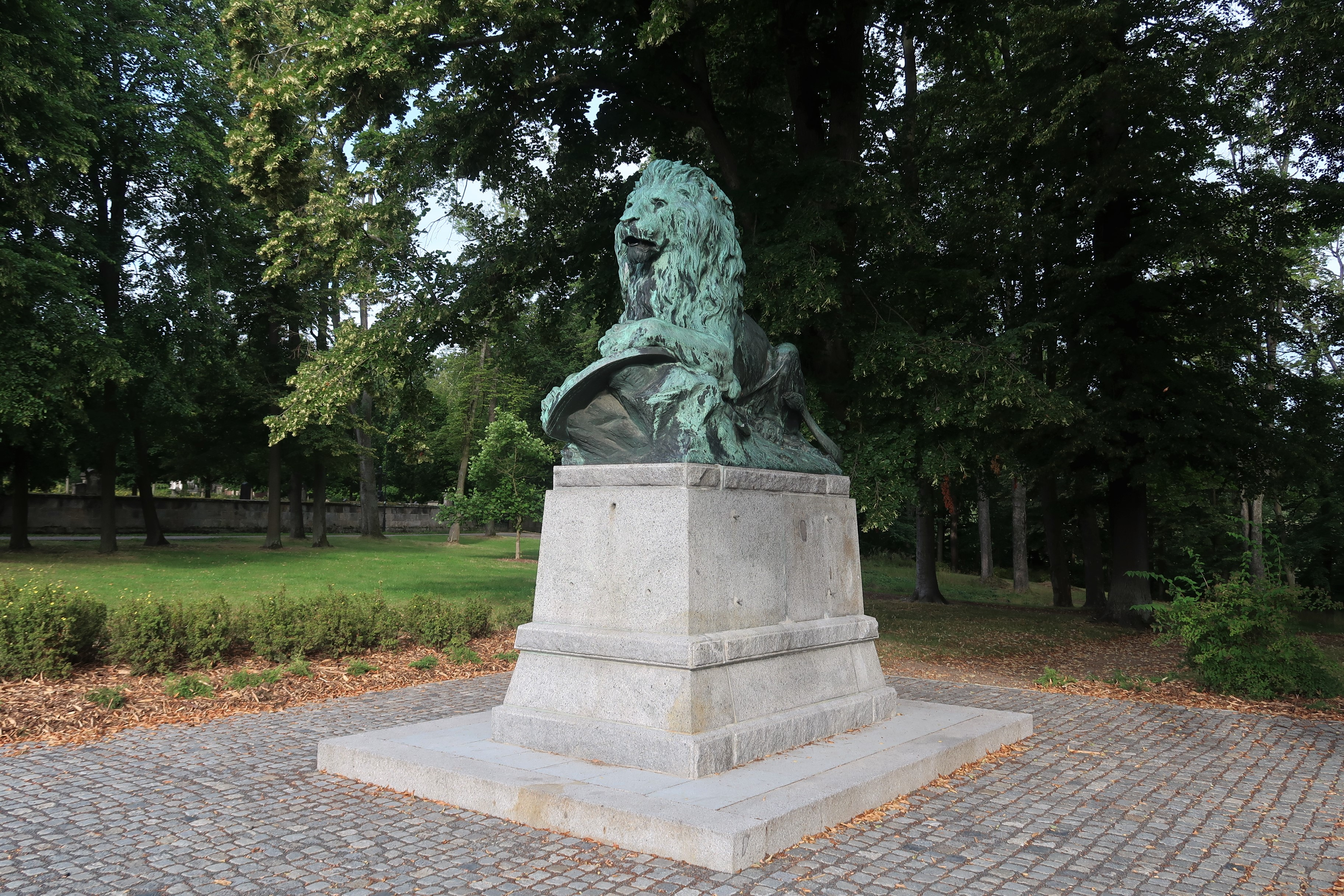
Статуя лева (1908)
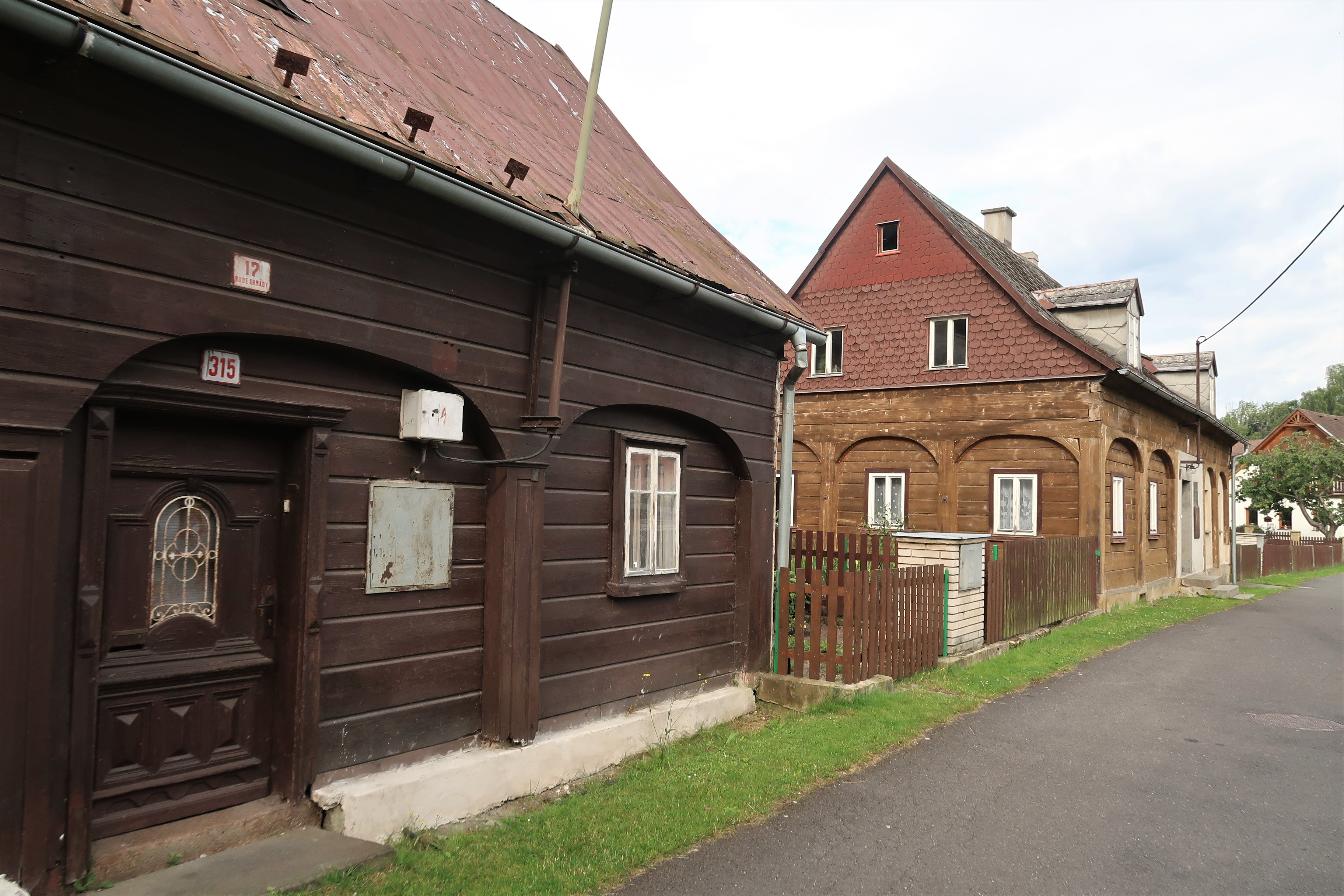
Старі будинки
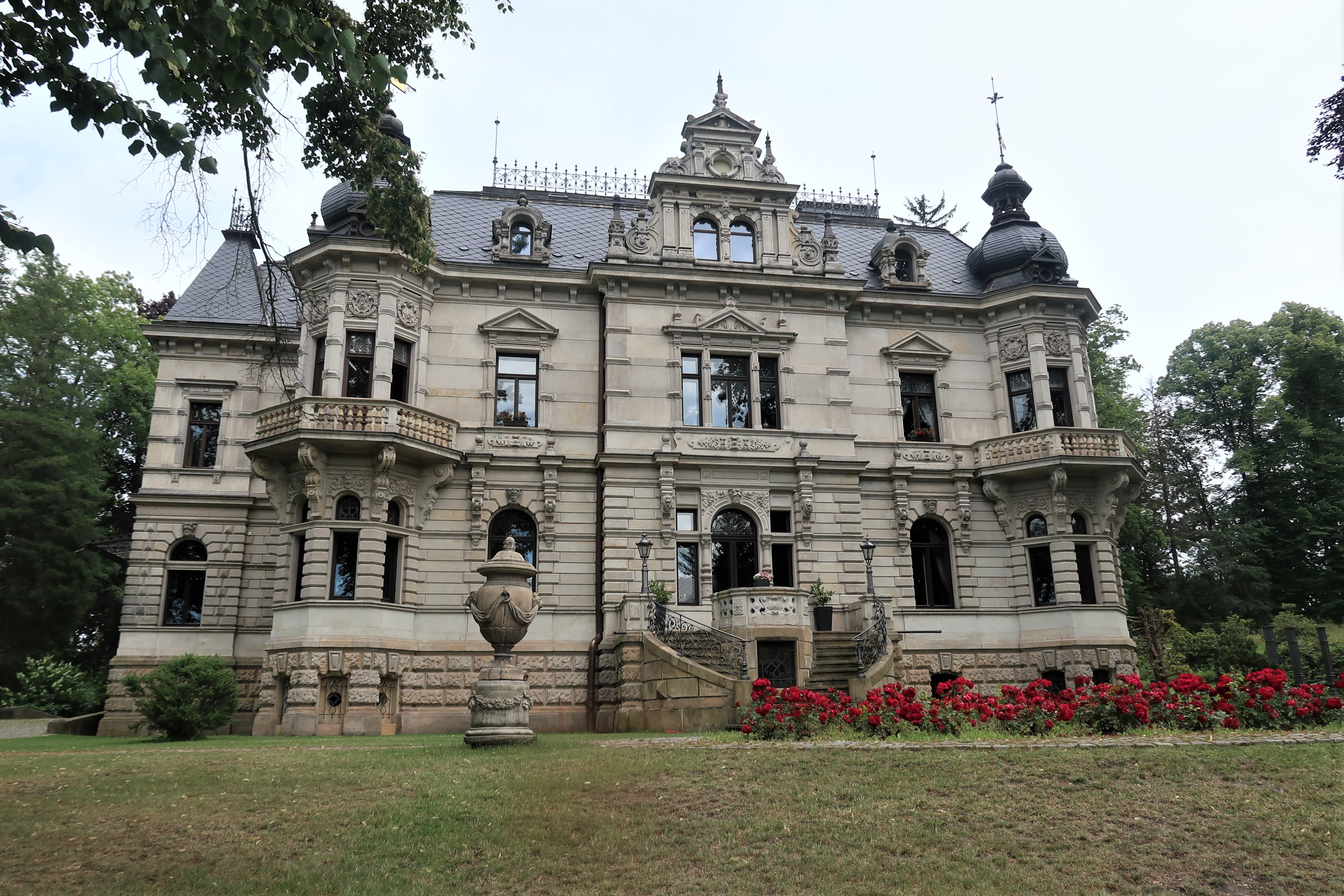
Вілла підприємця Едуарда Хілле (1886—1887) на Празькій вулиці